# 蕭華 (唐朝)
蕭華（8世纪—760年代），封徐国公，唐朝官员，唐肃宗年间任宰相。

## 背景
萧华出自兰陵萧氏齐梁房，是西梁南海王萧珣的后裔，他的父亲萧嵩在唐玄宗年间为宰相，弟弟蕭衡则娶了玄宗的女儿新昌公主。萧华为人谨重方雅，有家法。

## 唐玄宗年间
开元二十一年（733年），萧嵩因与宰相韩休争执，两人都被罢相，萧嵩改任左丞相，萧华被任为給事中，约二十八年（740年）九月擢升工部侍郎。曾任太常少卿。任上，玄宗想让修道人张果尚公主，张果还不知道，对萧华和秘书少监王迥质说：“谚语说娶妻娶到公主，真是可怕啊。”王迥质与萧华不明白他话的意思，面面相觑。有中使到，宣诏要以好道教的玉真公主下嫁张果，张果大笑不奉诏。王迥质、萧华等才明白刚才的话。
天宝八载（749年）萧嵩去世，萧华继承了他的徐国公爵位。约十四载（755年），萧华任武部侍郎。
当年，将领安禄山在范阳镇反叛，自称燕帝。十五载（756年），燕军逼近京师长安，玄宗向成都逃跑。萧华等大多数官员都被燕军俘虏。安禄山强令萧华为魏州刺史。

## 唐肃宗年间
唐肃宗乾元元年（758年），唐军收复长安及燕军首都洛阳，迫使燕帝安禄山之子安庆绪逃往魏州附近的邺城。九位节度使在郭子仪率领下包围邺城。萧华秘密由小道和朝廷通信，要举魏州起事反燕。但他的信被截下，他也被囚禁。十一月唐将河南节度使崔光远攻克魏州后，将他释放。魏州人认可萧华的行政，争相向崔光远请求让萧华留在魏州，肃宗同意了，萧华留任为魏州防御使。但当降唐不久的燕将史思明再度叛唐，从范阳率军向邺城南进时，郭子仪因不知萧华是否忠于朝廷，担心他再被燕军所获，召他到相州行营，上表奏请由崔光远代替他，十二月获准并执行。很快，在和史思明的对战中，唐军溃败，萧华回到长安。由于曾为燕军任职，他被降职为试秘書少監，作表谢恩。乾元三年（760年）二月，又升为尚書右丞。他曾在朝上说：起初燕官员听闻朝廷宣诏赦免陈希烈等胁从官并令复位，都后悔没早日归朝，但听闻陈希烈被处死后，都自以为得计，没有敢归朝的了，燕军将吏愈发坚定，兵祸不解，这都是三司使崔器议刑过重的责任。肃宗也感慨为崔器所误。四月，萧华又任河中尹、兼御史中丞，充同、晋、绛等州节度、观察处置使（河中节度使）。
上元元年（760年）十二月，萧华以正议大夫、前河中尹、兼御史中丞、充本府晋绛等州节度观察等使、上柱国、嗣徐国公、赐紫金鱼袋身份被召回长安，任中書侍郎，授同中書門下平章事，为实质宰相，又兼任集贤殿崇文馆大学士，兼修国史。他素日了解吏部侍郎裴遵庆，上奏时多次称赞他，使裴遵庆得迁黄门侍郎、同中书门下平章事。次年（761年）正月，吐蕃遣使来朝请和，宰相郭子仪、萧华、裴遵庆等奉诏在中书省设宴，以为结盟。司农卿严庄诬陷户部侍郎兼御史中丞、度支铸钱盐铁等使兼京兆尹刘晏，萧华也忌恨刘晏，于是于十月贬刘晏为通州刺史。先前八月，当权宦官李辅国想当宰相，肃宗畏惧他，仅仅以缺乏官员支持为由驳回，李辅国便想说服宰相右僕射裴冕推荐自己。肃宗秘密对萧华说，如果一个像裴冕这样的重要官员推荐李辅国为相，他就没有理由拒绝李辅国了，让萧华阻止裴冕。萧华与裴冕商议此事，裴冕说：“我不会推荐李辅国的。我宁可切了双臂也不会让他拜相。”萧华入内说了此语，肃宗大悦。于是，终肃宗一朝，李辅国未能拜相，心怀怨恨，认为萧华也与此有关。宝应元年（762年）三月，他弹劾萧华专权，不停要求肃宗罢免萧华。肃宗病重，李辅国矫诏罢免了萧华的宰相，改任守禮部尚書，宰相一职由李辅国推荐的京兆尹元載取代。

## 唐代宗年间
四月，肃宗驾崩，李辅国和张皇后发生了血腥冲突，李辅国杀了张皇后和皇子越王李係，肃宗太子继位为唐代宗。代宗居丧，李辅国一度完全掌权，元載为了取悦他，诬陷萧华有罪。五月，萧华被贬为硖州员外司马，在任上过世。诗人刘长卿曾任殿中侍御史，有《祭萧相公文》和《家园瓜熟是故萧相公所遗瓜种悽然感旧因赋此诗》，前者作于大历二年（767年）且称萧华为“故江州刺史”。郁贤皓《唐刺史考全编》据此考证萧华可能是在广德年间迁江州刺史后才去世的。《唐代文学研究》（第294页）认为萧华与刘长卿并无瓜葛，刘长卿为他作诗只是出于正义感。
他的孙子萧俛和蕭倣分别在唐穆宗和唐僖宗年间任宰相。其弟萧衡与公主生子萧复有清白节操，萧华常感叹他可以振兴本宗，后来萧复也官至宰相。唐宪宗元和十五年（820年）六月，因萧俛为宰相，萧华得赠太保。
唐宣宗大中初年，下诏求萧华等三十七人画像，续图凌烟阁。

## 评价
- 《新唐书》赞曰：梁萧氏兴江左，实有功在民，厥终无大恶，以浸微而亡，故余祉及其后裔。自瑀逮遘，凡八叶宰相，名德相望，与唐盛衰。世家之盛，古未有也。[2]

## 子孫
- 子：萧恒（740年－796年），殿中侍御史、河東縣令、上柱國、徐國公，妻子韦氏，宰相韦安石之孙，中书舍人、临汝太守韦斌之女[33]
  - 孫：萧俛，排行第一[34]，唐穆宗時宰相[2]
  - 孫：蕭俶，排行第二[34]，太子少保[35]
  - 孫：蕭儹（781年－856年），字思本，排行第三，光禄卿，妻子郑氏，库部郎中、衢州刺史郑群之女[36]
    - 曾孫：蕭寬，長安縣尉
    - 曾孫：蕭慤，鄉貢明經
    - 曾孫：蕭隱[37]

  - 孫：蕭佐，排行第四[34]
  - 孫：蕭傑，檢校工部郎中，充鳳翔隴觀察判官[35]
    - 曾孫：蕭庸，字應之[1]

  - 孙女：萧氏，嫁殿中侍御史京兆韦彭寿[34]，韦彭寿后官至左司员外郎、明州刺史[38]
- 子：萧悟，大理司直
  - 孫：萧仿，唐僖宗時宰相[2]

## 延伸阅读
[在维基数据编辑]
 在维基文库阅读此作者作品
 《新唐書·卷101》，出自《新唐書》